# Gnijezdo
Gnijezdo, ptičja nastamba od grančica, lišća, blata i drugog materijala koja služi za odlaganje jaja i odgajanje mladih ptića. U većini slučajeva grade ga ženke a materijal donašaju mužjaci. Ova nekad krajnje primitivna, a nekad vrlo složena arhitektonska tvorevina slijedi unaprijed utvrđene i još nedovoljno ispitane zakonitosti.
Jedna vrsta gnijezda (lastavičja gnijezda) na području Azije poznata je kao veoma skup specijalitet u Kini. Grade ga lastavice Aerodramus fuciphagus i Aerodramus maximus na teško pristupačnim stjenovitim mjestima.

## Uvjeti
U toku godine smjenjuje se u životu ptice nekoliko važnih događaja: pronalaženje partnera, parenje, svijanje gnijezda, polaganje jaja. Svijanje gnijezda je instinktivna, nasljedna osobina usko povezana s klimom. U europskim zemljama ptice se gnijezde i polažu jaja u proljeće. Gnijezda se razlikuju po mjestu, obliku i materijalu upotrebljenom za njihovu gradnju. Prema definiciji J. Dorsta u njegovoj knjizi "Život ptica" gnijezdo ima nekoliko funkcija: ne dozvoljava ispadanje jaja i njihovo razbijanje, čuva toplinu neophodnu za jaja u toku inkubacije i mlade dok ne dobiju perje i predstavlja sigurno sklonište za ptiće dok se ne osposobe za letenje. Svako gnijezdo točno odgovara potrebama određene vrste ptica. Ptice obično polažu jaja jedanput godišnje, a one iz jednog područja gnijezde se u isto vrijeme. Sezona parenja uvijek je prilagođena klimatski najpovoljnijem periodu kad ima najviše hrane. Ptica koja živi u području gdje ima hrane u izobilju gnijezdi se ponekad dvaput godišnje polažući pri tom 2-3 jaja. Ista ptica koja živi u području gdje je povoljan period znatno kraći gnijezdit će se samo jedanput godišnje ali će nositi 6-7 jaja. Kad se približi sezona parenja ptica odabire teritorij za svijanje gnijezda. U većini slučajeva to je posao mužjaka. Kad odabire posjed mužjak zvučnim efektima privlači ženku. Odabiranje gnijezda može biti i dužnost ženke. Kod nekih patki i kolibrića mjesto za svijanje gnijezda određuje ženka. Izbor mjesta direktno je uvjetovan načinom života pojedinih vrsta i potrebom za sigurnošću. Ovo ne bi trebalo shvatiti doslovce pošto se ptice često prilagođavaju lokalnim uvjetima. Tako čaplje podjednako dobro svijaju gnijezda u trsci, žbunju ili na visokom drveću.

## Graditelji
Mnogi ornitolozi smatraju da se vještina građenja gnijezda razvila pod pritiskom ekoloških uvjeta i da su ptice u početku polagale jaja na tlo ostavljajući ih potpuno nezaštićena. Primjećeno je da su kod onih vrsta ptica čiji mladunci izlaze iz jaja prekriveni perjem, odmah progledaju i brzo su sposobni za letenje (potrkušci), gnijezda jednostavnija. Naprotiv vrste koje donose na svijet goluždrave, slijepe ptiće (čučavci), grade mnogo složenija i sigurnija gnijezda. Bez obzira da li su na zemlji ili na drvetu gnijezda su u većini slučajeva kamuflirana. Ima ptica koje polažu jaja na tlo bez prethodnih priprema. Ovo je najprimitivniji način svijanja gnijezda. U ovom slučaju gnijezdo je skriveno zahvaljujući mimikriji jer su jaja bojom potpuno prilagođena okolini. Druge vrste također polažu jaja na tlu ali traže neku prirodnu pukotinu. Neke ptice grade na tlu primitivna gnijezda od kamenja i grančica. Određene vrste ptica ne grade gnijezdo nego traže prirodno sklonište koje prilagođavaju svojim potrebama. To mogu biti šupljine na tlu, u stjenama ili drveću. U ovakvu šupljinu ptica obično unese nekoliko grančica i gnijezdo je gotovo. Mnoge šumske ptice koriste za svijanje gnijezda prirodne šupljine u drvetu, a neke kao što je djetlić, same prave šupljinu. Neke ptice koje se gnijezde na ovakav način zatvaraju otvor zemljom zbog veće sigurnosti. Bjegstvo od neprijatelja primorava ptice da kamufliraju gnijezda ili da ih grade na nepristupačnim mjestima: na visini ili u šupljinama. Neke vrste ptica koje žive u skupinama kao što su gačci svijaju gnijezda u kolonijama. Na taj način ne postoji nadmetanje u potrazi za hranom, a gnijezda štite svi članovi zajednice. Najzad ima ptica kao što su neke vrste vrabaca koje traže zaštitu od drugih vrsta svijajući gnijezda u njihovoj blizini. Da bi se sklonile od neprijatelja mnoge ptice se gnijezde na vodi. Pri tom koriste već postojeću platformu od barske trske ili je grade same. Ipak najsigurnija su gnijezda sagrađena visoko na drveću. Takva su gnijezda i savršenija. Napravljena su od materijala koji se može pronaći u blizini. Neke dnevne grabljivice kao što su čaplja i roda prave platformu od grana koje prekrivaju manjim grančicima. Ptice iz roda vrabaca obično grade sasvim zatvorena gnijezda koja pružaju zaštitu od hladnoće, nepogode i napadača. Kod drugih su gnijezda sagrađena od najtananijih grančica i skoro su prozirna. Najzad ima i onih koje se ponašaju kao pravi zidari a za gradnju gnijezda koriste zemlju i blato. To je slučaj s lastavicama. Pored individualnih postoje i kolektivna gnijezda koja su mnogo ekonomičnija i pružaju veću sigurnost. Ne treba zaboraviti ptice paraziti, kao što su kukavica, koje polažu jaja u tuđe gnijezdo i cjelu brigu o potomstvu prepuštaju drugima. U većini slučajevima ptice koriste gnijezdo samo godinu dana ali neke dnevne grabljivice kao što je bijela roda koje prave otvorena gnijezda obično ih uz male popravke koriste nekoliko godina.

## Šire značenje istog naziva
U širem smislu, naziv gnijezdo odnosi se i na "gradnje" drugih vrsta životinja čija je namijenjena uzgoj mladunaca i njihova zaštita u razdoblju uzgoja. Tako razni insekti ali i sisavci kao i ribe "grade" svoju vrstu gnijezda. Koriste ga već prema potrebama vrste. Tako su poznati kolokvijalni izrazi "osinje gnijezdo", ili "mravinjak" i "termitnjak" ili primjerice "brlog", a uvijek je riječ o nekom obliku gradnje namijenjene koćenju, leženju ili jednostavno, zaštiti u razdoblju dozrijevanja podmlatka do samostalnosti.    